# HTC Wildfire S
De HTC Wildfire S is de opvolger van de HTC Wildfire. Deze is uitgerust met een snellere processor, een nieuwere versie van Android en een hogere resolutie. Qua technische specificaties lijkt dit toestel veel op de HTC Hero. In vergelijking met de oude HTC Wildfire is het uiterlijk iets gladder geworden. Men heeft onder andere het scrollertje onder het scherm weggelaten.